# Barbados nos Jogos Pan-Americanos de 2011
Barbados participou dos Jogos Pan-Americanos de 2011, realizados na cidade de Guadalajara, no México. Foi a 13ª aparição do país em Jogos Pan-Americanos.

## Desempenho

### Atletismo
Masculino
Campo
| Atletas         | Evento          | Final  | Final |
| Atletas         | Evento          | Res.   | Pos.  |
| --------------- | --------------- | ------ | ----- |
| Thorrold Murray | Salto em altura | 2m10cm | 11º   |

### Badminton
| Atleta                     | Evento               | 1ª fase                                | 2ª fase                                                           | Oitavas de final       | Quartas de final       | Semifinais             | Final                  | Pos.        |
| Atleta                     | Evento               | Adversário e resultado                 | Adversário e resultado                                            | Adversário e resultado | Adversário e resultado | Adversário e resultado | Adversário e resultado | Pos.        |
| -------------------------- | -------------------- | -------------------------------------- | ----------------------------------------------------------------- | ---------------------- | ---------------------- | ---------------------- | ---------------------- | ----------- |
| Andre Padmore              | Individual masculino | SUR Michel Wongsodikromo D 8-21, 10-21 | Não avançou                                                       | Não avançou            | Não avançou            | Não avançou            | Não avançou            | Não avançou |
| Shari Watson               | Individual feminino  |                                        | PER Claudia Rivero D 8-21, 8-21                                   | Não avançou            | Não avançou            | Não avançou            | Não avançou            | Não avançou |
| Andre Padmore/Shari Watson | Duplas mistas        |                                        | SUR Mitchel Wongsodikromo/ Crystal Leefmans D 23-21, 14-21, 20-22 | Não avançou            | Não avançou            | Não avançou            | Não avançou            | Não avançou |

### Tênis
| Atleta      | Evento            | 1ª fase                              | 2ª fase                | Oitavas de final       | Quartas de final       | Semifinais             | Final                  | Pos.        |
| Atleta      | Evento            | Adversário e resultado               | Adversário e resultado | Adversário e resultado | Adversário e resultado | Adversário e resultado | Adversário e resultado | Pos.        |
| ----------- | ----------------- | ------------------------------------ | ---------------------- | ---------------------- | ---------------------- | ---------------------- | ---------------------- | ----------- |
| Darian King | Simples masculino | PER D. Galeano D 7-6 (7-3), 5-7, 4-6 | Não avançou            | Não avançou            | Não avançou            | Não avançou            | Não avançou            | Não avançou |
| Haydn Lewis | Simples masculino | ESA M. Arévalo D 4-6, 4-6            | Não avançou            | Não avançou            | Não avançou            | Não avançou            | Não avançou            |             |

Legenda
| Recorde mundial                  | Recorde mundial (World record)               |                       | Recorde africano                      | Recorde africano (African) |                                           | Q | Classificado por posição (Qualified) |
| Recorde dos Jogos Pan-Americanos | Recorde pan-americano (Pan-American record)  | Recorde da América    | Recorde da América (Americas)         | q                          | Classificado por melhor tempo (Qualified) |   |                                      |
| Melhor marca do ano              | Melhor marca do ano (World leading)          | Recorde asiático      | Recorde asiático (Asian)              | DNS                        | Não largou (Did not start)                |   |                                      |
| Recorde nacional                 | Recorde nacional (National record)           | Recorde europeu       | Recorde europeu (European)            | DNF                        | Não terminou (Did not finish)             |   |                                      |
| Recorde pessoal                  | Recorde pessoal do atleta (Personal best)    | Recorde da Oceania    | Recorde da Oceania (Oceania)          | DSQ / DQ                   | Desclassificado (Disqualified)            |   |                                      |
| Recorde da temporada             | Recorde da temporada do atleta (Season best) | Recorde sul-americano | Recorde sul-americano (South America) | NM                         | Sem marca (No mark)                       |   |                                      |